# Cavall amblador

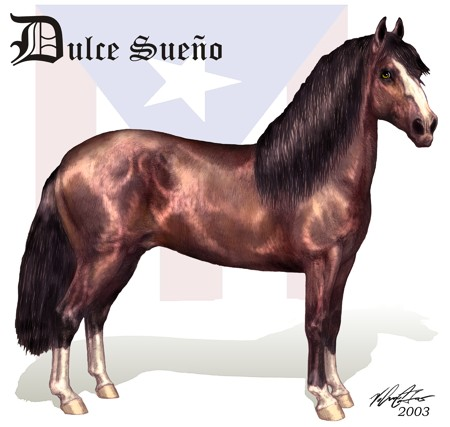
"Dulce Sueño", estaló Paso Fino de Puerto Rico.

Un cavall amblador, en sentit estricte, és un cavall que pot desplaçar-se amblant. Això és, que pot practicar l'ambladura pura (de dues batudes). De forma natural o adquirida per ensinistrament. En sentit més ampli, els cavalls ambladors o pseudoambladors (traduint l'expressió anglesa "gaited horses") són aquells que tenen, de manera natural (de naixement), una tendència a desplaçar-se en un dels aires de quatre batudes anomenats, de forma genèrica, ambladures o pseudoambladures. L'aire o anadura es designa, a més d'"ambladura", "pas portant". Les denominacions equivalents de cavall amblador són palafrè, quartau i, en femení, haca i hacanea.

## Història
Tant l'ambladura com els altres aires ambladors han tingut una gran importància en la locomoció dels cavalls. De manera genèrica, quan un cavall es desplaça amblant el seu centre de gravetat es mou molt poc en sentit vertical. Això fa que el consum energètic sigui mínim i que el cavall pugui mantenir alguns aires ambladors durant hores. D'altra banda, per a la persona que munta un cavall a l'ambla, és molt més còmode i descansat que en altres aires.
L'origen dels cavalls ambladors no està gens clar. Només és possible especular a partir de les referències concretes que ens han arribat. Des del punt de vista científic hi ha alguns aspectes interessants que cal considerar:
- Alguns poltres empren l'ambladura en la fase d'aprenentatge de la locomoció. En la majoria de casos el poltre "desestimarà" aquest aire de locomoció.
- Alguns cavalls de postes, vells o esgotats, tenien tendència a adoptar un aire amblador ("aubin" en francès) quan se'ls exigia mantenir la velocitat malgrat el seu estat.
- Hi ha espècies de mamífers que es desplacen habitualment a l'ambla (saiga d'estepa). Altres quadrúpedes com el llop o la guineu poden fer desplaçaments molt llargs amb aires pseudoambladors.

Plini el Vell esmentava dues races de cavalls ambladors hispans: els "asturcons" i els "thieldons". Els asturcons es posaren de moda en tot l'Imperi Romà. És ben segur que hi havia cavalls ambladors a l'Àsia des de temps remots. També se'ls hi aplicà, a aquests ambladors asiatics, el nom d'asturcons. Sèneca, en aconsellar una vida senzilla -sense luxes ni coses innecessàries-, criticava l'ús de cavalls asturcons i ambladors.
Hi ha algun estudi que indica que els asturcons hispans no eren veritablement ambladors. Opinió que es podria interpretar en el sentit que els asturcons potser es desplaçaven amb un aire pseudoamblador.
El cavall de Viriat sembla que podia haver estat amblador.
Vegeci atribuïa als parts l'ensinistrament dels cavalls en el pas portant. Cavalls anomenats "trepidarius" pel poble i "tottonarius" en llenguatge militar.
L'Alcorà esmenta dos cavalls ambladors. L'obra àrab d'Abú Bekr ibn Bedr, "La perfection des deux arts", exposa de manera molt completa els deu tipus ambladors d'anadura. Sense oblidar les mules de sella i els ases de viatge.
A Irlanda foren famosos els "hobbies", sia com a cavalls "indígenes" (importats en èpoques prehistòriques) o com a animals importats d'Hispània posteriorment. Amb cavalls autòctons o potser importats d'Irlanda, en el Londres de 1170-1182 es parla de cavallers acudint a la fira a l'ambla.
A l'Orland Furiós (1516) s'esmenten els cavalls "ubinos", denominació que alguns fan derivar dels "hobbies" irlandesos. L'equivalent francès de "ubino" és "aubin" (primerament designant cavalls irlandesos ambladors de qualitat i, més tard, un aire defectuós del cavall).
A l'Amèrica espanyola hi ha un exemple de cavalls ambladors: els cavalls "aguilillas" (amb testimonis il·lustres com el de Jorge Juan), capaços de desplaçaments llargs a velocitats considerables i molt còmodes per al genet.

## Els cavalls ambladors des delseglexviii
A l'inici del segle xviii hi havia molts cavalls ambladors usats per a viatjar. Els desplaçaments personals en carruatge eren pràcticament inexistents.
Algunes regions eren famoses en la cria de quartaus amb races de prestigi reconegut. El cas de França és bastant representatiu amb els "bidets" de Morvan, Bretanya i Normandia entre d'altres.
A poc a poc es desenvolupà una xarxa de carreteres i es perfeccionaren els carruatges. I la cria s'orientà cap als cavalls de tir. La revolució i les guerres napoleòniques, en el cas de França, foren determinants en la decadència dels cavalls ambladors (la requisa de cavalls i egües feu baixar la qualitat i quantitat dels reproductors; i la mateixa producció).

A les colònies angloamericanes hi ha el cas dels cavalls Narragansett Pacers associats a l'estat de Rhode Island des dels inicis del segle xviii fins a finals del segle xix. Els orígens d'aquesta raça no es coneixen exactament però és probable que fossin el resultat de l'encreuament de cavalls ambladors anglesos amb cavalls d'origen espanyol. Aquells cavalls mesclats eren apreciats per llurs suavitat de marxa i la seva seguretat de pas en terrenys irregulars. Se suposa que els ancestres principals dels Narrangansett foren l'Irish Hobby i el poni Galloway.
La raça desaparegué com a raça pura però va influir en el desenvolupament d'altres races americanes.
El Narrangansett Pacer no era purament ambladora. El seu aire més apreciat era una anadura de 4 batudes, molt còmoda per al genet.
A Europa els cavalls (i les mules) ambladors o pseudoambladors desaparegueren transformant-se en cavalls de tir.

## Cavalls ambladors en l'actualitat
Les antigues races ambladores europees semblen desaparegudes del tot, de forma irreversible.
Les races americanes, del nord i del sud, i algunes races asiàtiques gaudeixen d'una certa expansió.

## Algunes races ambladores
En la majoria de races ambladores l'aire particular del qual gaudeixen és un tret hereditari. Malgrat això, és possible que alguns cavalls d'aquestes races no siguin ambladors.
Molts cavalls d'altres races poden trotar i amblar (amblar en el sentit de pseudoamblar), especialment si han estat ensinistrats específicament. Alguns cavalls són trotadors i ambladors (ambladura estricta). Altres animals no són trotadors però són ambladors (dues batudes) i pseudoambladors (4 batudes). En general l'aire d'ambladura pura, de dues batudes, no és desitjable en cavalls pseudoambladors. La qualitat principal dels cavalls de sella pseudoambladors és la comoditat del genet. L'ambladura pura, amb només dues batudes, és més incòmoda que qualsevol dels aires (pseudo)ambladors.
- American Saddlebred[32]
- Cavall Campolina[33]
- Cavall islandès[34]
- Garrano
- Mangalarga
- Missouri Foxtrotter
- Paso Fino
  - Colombiano[35]
  - Costa Rica
  - Cuba
  - Puerto Rico[36]
- Cavall Peruà de pas[37]
- Cavall "racking"
- Cavall Rocky Mountain[38]
- Cavall Spotted Saddle
- Cavall Tennessee Walker[39]
- Cavall Marwari[40]